# José Cilley
José Luis Cilley (Buenos Aires, 28 de diciembre de 1972) es un exjugador argentino de rugby que se desempeñaba como apertura.

## Selección nacional
Nieto de Jorge Cilley antiguo capitán de los Pumas, fue convocado al seleccionado por primera vez en octubre de 1994 para enfrentar a los Springboks y disputó su último partido en el histórico resultado (152–0) obtenido contra los Yacarés en mayo de 2002. En resumen jugó 15 partidos y marcó un total de 138 puntos.

### Participaciones en Copas del Mundo
Solo disputó la Copa del Mundo de Sudáfrica 1995 donde los Pumas serían derrotados en todos sus partidos por seis puntos, siendo eliminados en fase de grupos. Cilley le marcó un try a la Azzurri y fue el máximo anotador de su equipo con 26 puntos.
| Mundial                       | Sede      | Resultado    | PJ | Tries |
| ----------------------------- | --------- | ------------ | -- | ----- |
| Copa Mundial de Rugby de 1995 | Sudáfrica | Primera fase | 2  | 1     |

## Palmarés
- Campeón del Torneo Panamericano de Rugby de 2001.
- Campeón del Sudamericano de Rugby A de 1995 y 2002.
- Campeón del Torneo Nacional de Clubes de 1993, 1994, 2006 y 2008.
- Campeón del Top 12 de la URBA de 1993, 1994, 1997, 1999, 2002, 2003 y 2004.